# Wiceprezydenci Iranu
Wiceprezydent Islamskiej Republiki Iranu to osoba, zgodnie z artykułem 124 konstytucji, wyznaczona przez prezydenta do kierowania organizacją związaną z jego działalnością. Wiceprezydenci są członkami gabinetu.
Obecnie urzęduje 12 wiceprezydentów, spośród których najwyższym rangą (i najwyższym, po prezydencie, członkiem gabinetu) jest pierwszy wiceprezydent, między którego a prezydenta podzielono obowiązki zlikwidowanego w 1989 roku urzędu premiera.

## Pierwsi wiceprezydenci
1. Hasan Habibi (1989–2001), prezydent: Ali Akbar Haszemi Rafsandżani, Mohammad Chatami
2. Mohammad Reza Aref (2001–2005), prezydent: Mohammad Chatami
3. Parwiz Dawudi (2005–2009), prezydent: Mahmud Ahmadineżad
4. Rahim Esfandiar Maszaji (2009), prezydent: Mahmud Ahmadineżad
5. Mohammad Reza Rahimi (2009–2013), prezydent: Mahmud Ahmadineżad
6. Eshagh Dżahangiri (2013–), prezydent: Hasan Rouhani